# Bielkówko
Bielkówko (niem. Klein Bölkau, kaszb. Bélkòwkò) – wieś kaszubska w Polsce położona w województwie pomorskim, w powiecie gdańskim, w gminie Kolbudy na trasie linii kolejowej Pruszcz Gdański-Żukowo (obecnie zawieszonej). Znajduje się tu nieczynna stacja kolejowa Bielkowo.
Wieś jest siedzibą sołectwa, w którego skład wchodzą również miejscowości Miechucińskie Chrósty i Żmijewo. Transport publiczny zapewnia na zlecenie gminy Gryf w Kartuzach.
W latach 1975–1998 miejscowość administracyjnie należała do województwa gdańskiego.
W Bielkówku swoją siedzibę ma browar Amber.

## Szkoła
W Bielkówku znajduje się jedna szkoła. Nosi ona nazwę Brunona Gregorkiewicza - legionisty i powstańca wielkopolskiego, zaangażowanego działacza Polonii Gdańskiej, zamordowanego przez Niemców przez to, że był Polakiem. W 2024r. obchodziła ona siedemdziesięciopięciolecie. Przed szkołą została zakopana kapsuła czasu z okazji 100-lecia niepodległości polski.  

## Nazwy źródłowe miejscowości
Dawniej Bielkowo małe, Wilkowo, kaszb. Bélkòwkò lub też Małé Bélkòwò, Bielkówkò, niem. Klein Bölkau